# Accident industriel de l'usine PEPCON
L'accident industriel de l'usine PEPCON est un accident majeur caractérisé par une succession d'explosions survenues le 4 mai 1988 dans l'usine de la Pacific Engineering and Production Company of Nevada (PEPCON), à Henderson, dans le Nevada, aux États-Unis. L'explosion de cette usine, qui fabriquait et stockait d'importantes quantités de perchlorate d'ammonium, un composé chimique utilisé essentiellement comme propergol pour la propulsion des fusées et missiles américains, fit deux morts, 372 blessés, brisa des vitres sur un rayon de seize kilomètres et causa des dégâts pour un montant estimé à approximativement 100 millions de dollars de 1988 (soit 216 millions de dollars de 2025) dans la vallée de Las Vegas.
Une onde sismique artificielle d'une magnitude de 3 à 3,5 sur l'échelle ouverte de Richter fut également détectée. Très rapidement, plusieurs agences gouvernementales activèrent des plans d'urgence pour organiser les secours dans la zone de l'explosion,.
Une équipe d'ingénieurs, effectuant ce jour-là une visite d'entretien routinière sur une tour de télévision située sur la colline Black Mountain (en) à quelques kilomètres de l'usine, réalisa une vidéo improvisée peu après le début des explosions. Cette vidéo, devenue assez célèbre, est facilement accessible sur le web et permet de prendre la mesure de la puissance des explosions.

## Contexte
L'usine PEPCON, située à Henderson à 16 kilomètres (10 miles) de la ville de Las Vegas dans l'État du Nevada, était l'une des deux seules au monde à produire du perchlorate d'ammonium (en anglais : ammonium perchlorate, aussi abrégé en « AP »), un oxydant utilisé dans la fabrication des propulseurs à propergol solide de nombreux systèmes, dont ceux de la Navette spatiale américaine, des armements — tels les missiles balistiques tirés depuis les sous-marins nucléaires ou les missiles sol-air Patriot — et de lanceurs spatiaux non-militaires, tels certaines versions des fusées du programme Atlas. L'autre producteur, la Kerr-McGee Corporation, était située à moins de 2,4 kilomètres (1,5 mile) de l'usine PEPCON, dans la zone qui fut en partie endommagée par le souffle de l'explosion. En plus du perchlorate d'ammonium, l'usine produisait d'autres produits à base de perchlorate, parmi lesquels du perchlorate de sodium (également un produit utilisé pour la fabrication de propulseurs à propergol solide). Une conduite de gaz à haute pression d'un diamètre de 41 cm passait également sous l'usine, transportant du gaz naturel à une pression de 2,1 MPa (soit 21 bars). La facture de cette conduite, qui fut installée en 1956, la caractérisait comme un équipement à « service limité ».
Avec une flotte de navettes spatiales clouée au sol pendant 32 mois, à la suite de la désintégration de Challenger au décollage le 28 janvier 1986, un ordre émanant du Gouvernement des États-Unis demanda que la production excédentaire de perchlorate — qui était normalement utilisée pour les boosters de la navette et qui était la propriété du Gouvernement ou de son contractant principal — soit stockée à l'intérieur de conteneurs en aluminium appartenant au client lui-même, dans un espace habituellement utilisé pour stocker le produit en attente de livraison aux divers clients de l'usine. Le perchlorate d'ammonium produit pour les autres programmes du Gouvernement américain n'était pas stocké à l'usine PEPCON à ce moment-là. 
Des tonneaux en acier et plastique de type polyéthylène haute densité (PE-HD) étaient utilisés pour le stockage additionnel et en cours de production au moment de l'accident, comme ils l'avaient déjà été pendant de nombreuses années avant l'accident de Challenger. Une quantité estimée à 4 500 tonnes de produit fini était présente en stockage sur le site de l'usine au moment de l'explosion,,.
L'usine occupait une surface au sol d'environ 32 000 m2, comprenant six bâtiments et des espaces de traitement et de stockage extérieurs. L'usine avait été construite dans les années 1950 dans une portion du désert à l'époque encore assez isolée. Cet éloignement des zones peuplées fut toutefois fortement diminué par l'expansion rapide de la métropole de Las Vegas au cours de la dernière décennie. En plus des usines PEPCON et Kerr-McGee, il y avait également une grosse usine de production de guimauve (marshmallow), la Kidd & Company (en), située à seulement 150 mètres, et une carrière de gravier en cours de fonctionnement à proximité, à environ 1 000 mètres vers l'ouest. Les zones résidentielles les plus proches étaient situées à environ 2,8 kilomètres de la zone de l'explosion.

## Incendie et explosions
Pour une meilleure visualisation : plan de l'usine, p. 45 du SANDIA Report SAND88-2902 / UC-70.

### Départ de l'incendie
De nombreuses théories furent avancées au sujet de la cause de l'incendie et des explosions. Le Département des incendies du Comté de Clark (en anglais : Clark County Fire Department, ou CCFD), au Nevada, ne publia pas un rapport formel mais produisit une coupure de presse de deux pages le 15 juillet 1988, décrivant ce qu'il pensait être la cause de l'incendie. Ce rapport préliminaire, ainsi que d'autres informations récoltées par le CCFD, furent incluses dans un rapport de l'Administration des incendies des États-Unis, l'USFA (pour United States Fire Administration (en)).
Le Département du Travail des États-Unis (United States Department of Labor, USDOL), travaillant avec la Division of Occupational Safety and Health (DOSH), publia un long rapport sur l'accident qui ne reprit que très légèrement les affirmations du CCFD au sujet de ses origines et de ses causes. L'USDOL nota que la Division Arson du CCFD avait maintenu le contrôle sur le site plusieurs semaines et que les équipes d'enquête du DOSH et de PEPCON ne furent pas autorisées à entrer dans l'usine avant treize jours après les événements. La première inspection significative du DOSH ne fut réalisée qu'à partir du 33e jour après l'incendie. À ce moment-là, les zones endommagées avaient été irrémédiablement perturbées, et les preuves importantes et les indices clés avaient été soit déplacés, soit retirés du site.
D'après le rapport de l'USFA, l'incendie démarra autour d'une structure de séchage de l'usine entre 11 h 30 et 11 h 40 ce jour-là. L'USDOL rapporta qu'au moins un feu était en cours sur un tonneau de 55 gallons (208 litres) situé du côté ouest de la partie sud des bâtiments d'assemblage, qui séparaient le séchoir des réservoirs de stockage à l'intérieur de la zone de traitement. Un incendie fut aussi rapporté au niveau du mur nord de la section des séchoirs du bâtiment de traitement. Une tempête de vent avait endommagé une structure et un toit en fibre de verre et des employés étaient en train d'utiliser des torches de soudage pour en réparer la structure en acier. Le rapport de l'USFA établit que cette activité causa le départ d'un incendie qui se propagea rapidement à travers la fibre de verre, accéléré ensuite par les résidus de perchlorate d'ammonium traînant dans les environs, puis atteignit les tonneaux de 208 litres stockés près du bâtiment.
Le rapport de l'USDOL minimisa cette théorie, se basant sur les déclarations de témoins oculaires et des tests scientifiques sur les incendies. Dix personnes affirmèrent qu'elles avaient vu le feu et/ou avaient participé aux premières tentatives de l'éteindre. L'USDOL rapporta que les témoignages avaient indiqué que les activités de soudage avaient débuté entre 30 et 90 minutes avant la découverte de l'incendie, que ces opérations avaient pris place sur le mur nord-ouest du bâtiment, et que les alentours avaient été copieusement inondés d'eau avant et pendant les opérations, afin de limiter les risques de départs de feu accidentels. De plus, l'USDOL affirma que la probabilité de propager du métal fondu sur une distance de 20 mètres à travers et autour des réservoirs de stockage était considérée comme extrêmement faible. L'USDOL déclara que les étincelles provenant de telles activités ne contiendraient pas assez d'énergie pour initier l'allumage de combustibles ordinaires à proximité immédiate, sans parler des 20 mètres précédemment cités, et conclut que « la possibilité [d'envisager] les opérations de découpe et de soudage comme source d'ignition [était] considérée comme étant très faible, selon l'opinion professionnelle de l'auteur ».

### Propagation et premières explosions
Les rapports de l'USFA et de l'USDOL mentionnèrent tous deux que les flammes s'étendirent aux tonneaux en plastique de 55 gallons (208 litres) contenant le produit qui étaient entreposés près du bâtiment, alors que les employés tentaient en vain d'éteindre l'incendie initié à l'intérieur du bâtiment grâce à des tuyaux d'eau,. L'USFA rapporta qu'une première série d'explosions de produisit dans les tonneaux environ dix à vingt minutes après le départ de l'incendie, et que les employés commencèrent à s'enfuir en courant à pied et en voiture, ce qui permit à approximativement 75 personnes d'échapper à l'accident, ne laissant derrière elles que les deux victimes tuées dans les plus grosses explosions qui suivirent peu après. L'USDOL décrivit les événements d'une manière différente, affirmant que le feu s'était étendu rapidement vers le nord des locaux, les murs nord-est et sud, par transfert de chaleur convectif et radiatif. L'expansion extrêmement rapide de l'incendie dans le bâtiment de traitement et sa propagation subséquente aux autres bâtiments furent principalement causées par les cloisons séparatrices hautement inflammables en fibre de verre et le peu d'espace séparant les bâtiments entre eux. Des vents importants soufflant vers le nord-est furent également un facteur aggravant. Le produit stocké dans une aire au nord du bâtiment de traitement s'échauffa, puis, approximativement sept minutes plus tard, à 11 h 51, un container en aluminium contenant environ 1 814 kg (4 000 lb) de perchlorate d'ammonium et situé à environ dix mètres à l'ouest du coin nord-ouest du bâtiment explosa, causant des dégâts aux structures avoisinantes et au bâtiment de séchage.
L'énergie de cette explosion fut estimée comme étant équivalente à 17 à 41 kg de TNT.
L'USDOL rapporta qu'il existait de nombreuses preuves qui suggéraient que des fuites de gaz naturel aient pu être présentes dans l'usine. L'enquête effectué sur le terrain révéla la présence de dépôts carbonés autour du périmètre des fondations du bâtiment de séchage du produit. D'autres preuves visuelles de brulures, probablement du gaz, provenant du sol, furent découvertes dans de nombreux autres emplacements de l'usine, parmi lesquels près des conduites de gaz et des lignes de téléphone et sous certaines portions du revêtement en asphalte.
L'USFA rapporta que le feu continua à s'étendre dans les piles de tonneaux, ce qui créa une violente boule de feu et mena à la première d'une série de quatre explosions — dont deux majeures — dans l'aire de stockage des tonneaux. L'USFA précisa que le feu se propagea ensuite à la zone de stockage contenant les conteneurs en aluminium de transport, alors remplis, causant deux petites explosions, puis une énorme explosion environ quatre minutes après la première. L'USDOL rapporta de son côté que six ou sept détonations se produisirent séparément dans les zones où des tonneaux en aluminium et en acier étaient utilisés pour le stockage de produit fini étalonné à 200 microns. L'USFA rapporta que seule une faible quantité de carburant était encore présente après, ce qui fit rapidement diminuer l'intensité des flammes, excepté pour une boule de feu alimentée par la conduite de gaz naturel sous haute pression située sous l'usine, qui avait été endommagée par une des explosions. Cette conduite de gaz fut coupée vers 13 h 0 par la compagnie de gaz, grâce à une vanne située à environ 1,6 km du site de l'incendie.
L'USDOL rapporta également qu'il y avait des preuves solides de la présence d'un feu de gaz naturel avant la seconde explosion à l'extrémité nord-est de l'usine, sur une étroite bande de sable de 2 × 61 m. L'extrémité la plus proche de cette bande sable était située approximativement à 340 m du bâtiment de séchage.
L'USFA rapporta qu'il y eut au total sept explosions au cours de l'accident. Les déclarations des témoins oculaires et une vidéo, qui fut tournée par Denis Todd and débuta après la première détonation, ainsi que d'autres sources, indiquèrent qu'il y eut cinq explosions de forte magnitude : une au nord du séchoir, une dans l'aire de stockage au sud du bâtiment d'administration, deux au niveau de l'aire de chargement et la dernière — la plus violente — dans la zone de stockage est, où la conduite de gaz brûlait après les détonations. Les deux plus grosses explosions produisirent des ondes sismiques atteignant des niveaux de 3,0 et 3,5 sur l'échelle ouverte de Richter
. La majeure partie des 4 500 tonnes de perchlorate d'ammonium furent brûlés/décomposés en combinaison avec un carburant ou explosèrent, l'explosion finale créant un cratère de plus de 61 m de large pour 4,6 m de profondeur dans l'aire de stockage est. Une quantité significative de perchlorate d'ammonium était toujours présente au sol après l'accident. Il fut récupéré et rapidement recyclé dans l'année qui suivit. D'après une source, la plus grosse explosion dégagea une énergie estimée à l'équivalent d'approximativement une kilotonne de TNT, ce qui correspond à l'énergie pouvant être dégagé par une petite arme nucléaire tactique.
L'USDOL conclut que le mode d'initiation de l'incendie était indéterminé. Il déclara que les cigarettes, les étincelles d'un équipement électrique, ou l'ignition d'un gaz par friction figuraient parmi les sources probables du départ de l'incendie.
Environ 75 personnes parvinrent à s'échapper, mais deux furent tuées par les dernières deux plus grosses explosions : Roy Westerfield, contrôleur de PEPCON, qui était handicapé par les effets de la polio et ne pouvait pas se déplacer facilement sur ses jambes. Il semblerait qu'il ait décidé de rester sur les lieux pour lancer le premier appel aux services de lutte contre les incendies (CCFD),,. La deuxième était Bruce Halker, administrateur de l'usine, qui était en fauteuil roulant et n'eut pas le temps de partir. Il était près de sa voiture lorsque la première explosion majeure se produisit,,. Les employés de l'usine de marshmallows Kidd, située à côté de l'usine PEPCON, entendirent l'explosion et évacuèrent également rapidement les lieux.

## Réponse des services d'urgence

### Prise en charge initiale par les services de lutte contre les incendies
Le chef des pompiers de la ville d'Henderson, qui quittait alors la principale caserne, à environ 2,4 km au nord de l'usine PEPCON, remarqua l'énorme colonne de fumée et ordonna immédiatement à ses unités de se rendre sur place. Il prit également sa voiture, accompagné par un passager, et fonça vers l'usine, précédant même les camions de sa caserne. En approchant de l'usine, il put apercevoir une grosse boule de feu orange et blanche d'environ 30 m de diamètre et des douzaines de personnes fuyant les lieux à toute vitesse en courant en plein milieu du désert, malgré la température y régnant à cette heure de la journée,,.
À environ 11 h 54, alors qu'il s'approchait des bâtiments en proie aux flammes, la première des deux explosions majeures libéra une violente onde de choc qui secoua et brisa les fenêtres de sa voiture, recouvrant ensuite le conducteur et son passager de morceaux de verre. Le conducteur d'un véhicule lourdement endommagé s'éloignant de l'usine s'arrêta à hauteur du chef et l'informa du danger d'explosions suivantes encore plus importantes, ce qui encouragea le chef des pompiers, de toutes façons impuissant face à un évènement d'une telle ampleur, à faire demi-tour et repartir en direction de sa caserne. Les autres unités décidèrent également d'arrêter leur progression vers l'usine après l'explosion, garant leurs véhicules sur le côté à environ un mile (1,6 km) des lieux et regardant, impuissants, l'incendie incontrôlable détruire l'usine.
La deuxième explosion majeure, se produisant seulement quatre minutes après la première, acheva presque totalement la voiture du chef des pompiers. Après que lui et son passager aient subi de nombreuses coupures par des éclats de verre, il parvint toutefois à conduire son véhicule endommagé jusqu'à l'hôpital, afin de recevoir des soins. En parallèle, les autres véhicules de son unité, le Henderson Fire Department (en), avaient également été sévèrement malmenés par les explosions, blessant de nombreux pompiers, principalement par des coupures liées à la projection d'éclats de verre, et mettant hors de service la quasi-totalité de l'unité.
Plusieurs autres unités de pompiers répondirent aux appels d'urgence. Les unités du comté de Clark s'installèrent à 2,4 km des lieux de l'accident et portèrent assistance aux pompiers blessés de l'unité de Henderson. Reconnaissant le danger présenté par un incendie étant très largement au-dessus de leurs capacités de lutte, ils ne firent aucune tentative pour s'en approcher ou le combattre.

### Évacuation des résidents et gestion globale de la situation
Le Henderson Police Department (en), la Nevada Highway Patrol (en), le Las Vegas Metropolitan Police Department et la Garde nationale du Nevada (en) firent évacuer les résidents situés à l'intérieur d'un cercle de huit kilomètres de rayon autour de l'usine, se focalisant surtout sur les zones situées dans le vent par rapport à l'explosion. Les artères routières de la zone furent complètement bouchées dans les deux directions, en raison des résidents désirant s'éloigner de la catastrophe et des spectateurs curieux voulant observer la scène, ce qui causa l'appartition d'un embouteillage qui prit deux heures à se défaire.
Plus d'une heure après les premières explosions, les autorités locales déterminèrent que les aérosols et particules diffusés dans l'atmosphère pourraient avoir des effets respiratoires irritants. Cela ne fut toutefois pas considéré comme hautement toxique, et le potentiel de l'apparition de futures explosions fut également estimé comme n'étant pas élevé. Les autorités avaient envisagé d'étendre la zone d'évacuation à un rayon de dix kilomètres autour de l'usine, mais l'idée fut abandonné en raison des nouvelles informations, même si quelques cas de troubles  respiratoires furent rapportés au sein d'une petite commune, située dans le vent à environ 50 km des lieux de l'accident.
Des équipes en tenues de protection se dirigèrent vers la zone à nettoyer, un processus qui s'annonça comme étant assez lent, en raison de la présence de réservoirs d'ammoniac anhydride percés, ainsi que de résidus d'acides et d'autres produits. De nombreux pompiers durent plus tard recevoir des traitements pour des irritations respiratoires. La prise en charge et les vérifications continuèrent jusqu'à la tombée de la nuit et reprirent le jour suivant. Les autorités retrouvèrent les restes de Bruce Halker, administrateur de l'usine, mais aucune trace de l'autre victime, le contrôleur Roy Westerfield, ne fut découverte.
Les services médicaux d'urgence traitèrent et transportèrent environ une centaine de patients vers cinq hôpitaux de la région — également endommagés et fonctionnant alors sur les groupes électrogènes de secours —, alors que les 200 à 300 autres personnes se dirigèrent vers les hôpitaux par leur propre moyens. La plupart des blessés étaient des personnes ayant reçu des projections de bouts de verre à cause de fenêtres ayant volé en éclats au moment des explosions. En plus des deux personnes décédées, il y eut un total de 372 blessés parmi les employés présents sur les lieux et les résidents de la zone de Henderson,. Quinze pompiers furent blessés, dont huit par des éclats de verre et sept par des irritations des voies respiratoires.
Environ quatre heures après l'accident, les hôpitaux reçurent l'information de la part des services de pompiers que leurs plans d'urgence pouvaient être désactivés.

## Évaluation des dégâts et conséquences
Les explosions rasèrent complètement les bâtiments des usines PEPCON et Kidd & Co. Les dégâts dans un rayon de 2,4 km étaient sévères, comprenant des voitures détruites, des bâtiments endommagés et des lignes électriques coupées. Des fenêtres touchées et des dégâts structurels modérés furent enregistrés dans un rayon de 4,8 km de l'accident. Les dégâts causés par l'accident attinrent une zone d'un rayon de 16 km, comprenant des fenêtres brisées, des portes enfoncées, des encadrements de fenêtres fissurés et des blessures par projection d'éclats de verre. À l'Aéroport international McCarran, situé dans la ville de Las Vegas à 11 km des lieux de l'accident, des vitres furent brisées et des portes soufflées. L'onde de choc secoua même un Boeing 737 qui se trouvait en phase d'approche finale à ce moment-là.
Une enquête estima que la plus grosse explosion avait dégagé dans l'atmosphère une énergie équivalente à celle d'une kilotonne de TNT, soit l'effet d'une explosion de 0,25 kilotonne de TNT au niveau du sol, approximativement similaire à celle dégagée par une petite arme nucléaire tactique,. Le montant des dégâts causés à l'usine et aux zones habitées voisines fut évalué à environ 100 millions de dollars de 1988 (216,2 millions de dollars de 2025).
En 1991, la législature du Nevada publia le Chemical Catastrophe Prevention Act, ce qui mena à la mise en place d'un programme de prévention, le Chemical Accident Prevention Program.
PEPCON n'avait qu'une assurance responsabilité civile déclarée d'un million de dollars, mais les sommes d'argent déboursées par son assureur dépassèrent largement la valeur prévue. Une bataille juridique impliquant des douzaines de compagnies d'assurance et plus de cinquante cabinets d'avocats menèrent à un arrangement pour une somme 71 millions de dollars de 1992 (129,4 millions de dollars de 2025), avec des contributions de multiples parties incluant AMPAC/PEPCON et la Southwest Gas Corporation, qui fut répartie entre les compagnies d'assurances déclarant des subrogations et les victimes et leurs familles,.
Après l'accident, l'American Pacific Corporation (AMPAC) changea le nom de sa subsidiaire de production de perchlorates en PEPCON Production, inc., puis en Western Electrochemical Co. (WECCO) en moins d'un an. L'usine de Henderson ne fut jamais reconstruite, mais l'AMPAC construisit une nouvelle usine de production de perchlorate d'ammonium — toujours en activité de nos jours — dans une zone reculée à environ 23 km à l'extérieur de Cedar City, dans l'Utah, avec une zone d'exclusion volontaire substantielle autour des lieux. L'alimentation en gaz naturel de ces établissements WECCO est agencée d'une manière différente de celle de la première usine PEPCON, avec des conduites essentiellement hors-sol et à bonne distance des zones de stockage de produits finis. Ces dispositions ne permettent toutefois pas de mettre définitivement les employés à l'abri du danger : le 30 juillet 1997, une étincelle lors d'une opération de soudage déclencha une nouvelle explosion, tuant un employé et en blessant quatre autres,.
De nos jours, le site de l'ancienne usine est une zone de développement commercial liée à l'Automobile, où résident plusieurs commerces et une université. La société de marshmallows Kidd & Co. a reconstruit son usine à son emplacement d'origine. Cet établissement est désormais la propriété et est utilisé par le centre académique du Clark County School District (en) (CCSD).

## Culture populaire
Des images de l'explosion furent présentées dans de nombreuses émissions et docu-réalités liés aux catastrophes et au survivalisme, ainsi qu'un jeu vidéo :
- Chemical plant explosion, troisième épisode de la série Destroyed in Seconds, sur Discovery Channel, diffusé en août 2008 ;
- Un épisode de Blueprint for disaster ;
- Un épisode de Shaockwave ;
- L'émission spéciale World's most powerful explosions de la chaîne TLC parle également de l'explosion[34]
- L'émission spéciale Engineering disasters de la chaîne History présente également des images de l'accident ;
- Le premier épisode du programme télévisé Without warning (What went wrong?), produit par GRB Entertainment et diffusé dans le monde entier ;
- Un épisode de la série Maximum exposure, produite par la Paramount Domestic Television ;
- Le site d'essais REPCONN[35], dans le jeu vidéo post-apocalyptique Fallout: New Vegas, est une référence à l'usine PEPCON impliquée dans l'accident. Il est d'ailleurs placé dans le jeu au même endroit que le site réel[35].

### Articles
- (en) J. Gordon Routley, « Fire and Explosions at Rocket Fuel Plant – Henderson, Nevada », USFA Technical Report Series, Federal Emergency Management Agency, United States Fire Administration (USFA),‎ 1988 (lire en ligne [PDF]).
- (en) Steve Lilley, « From rockets to ruins : The PEPCON ammonium perchlorate plant explosion », NSC System Failures Case Studies, NASA Safety Center (NSC), vol. 6, no 9,‎ novembre 2012 (lire en ligne [PDF]).